# Liad Mudrik
Liad Mudrik-Dannan (en hébreu : ליעד מוּדְריק-דנן), née le 30 avril 1979, est professeure agrégée de neurosciences à la Faculté des sciences psychologiques de l'université de Tel Aviv, et personnalité de la radio et de la télévision israélienne, présentatrice sur Galeï Tsahal.

## Biographie
Née en 1979 à Bnei Brak, Liad Mudrik grandit à Bnei Brak et à Kfar Saba, Elle étudie au lycée Katznelson et devient présidente du conseil municipal de la jeunesse de Kfar Saba et présidente du conseil national des étudiants et de la jeunesse.
Elle effectue son service militaire à Galeï Tsahal, où elle est journaliste pour les affaires juridiques. Parmi les sujets qu'elle couvre figure le procès du ministre Aryé Dery, procès au terme duquel il est reconnu coupable d'avoir accepté des pots-de-vin. Elle est également  rédactrice en chef des programmes d'information et d'actualité de la chaîne et Liad Mudrik présente également l'émission médicale « ביקור בית » / Bikour Baït* (visite à domicile) à la télévision éducative et a également édité l'émission « לצחוק או למות » (à rire ou à mourir) de Guri Alfi, diffusée sur la chaîne « רשת » / Reshet* (réseau) en 2008.
De juillet à septembre 2008, sur les ondes de Tsahal, aux côtés de Guri Alfi, Liad Mudrik présente « תוכנית מילוט », (plan d'évacuation), un divertissement de type jeu d'évasion diffusé pour les après-midi d'été. Après cela, toujours à l'antenne de Tsahal, Liad Mudrik présente plusieurs émissions sur la même tranche horaire : les jeudis et vendredis, l'émission matinale « יוצאים לאור » (déjà paru) ; le samedi, avec Assaf Lieberman, elle anime « תוכניות לשבת »  (Shabbat au programme)  et chaque vendredi, elle présente, aux côtés du professeur Michael Harsgur, le programme « שעה היסטורית » (l'heure d'histoire). En outre, elle anime l'émission de revue des media, « ביקורTV » / Bikour TV* (visites TV), sur Aroutz 1. En juillet 2014, elle revient sur les canaux de Tsahal en intégrant l'équipe de présentation de « אוניברסיטה משודרת » (université à l'antenne). En 2015, elle participe à la version israélienne de la série « Rue Sésame », diffusée sur la chaîne Hop !, en tant que conseillère scientifique qui aide les habitants de la rue lorsqu'ils veulent savoir quelque chose.

### Formation académique
Liad Mudrik, diplômée du programme Adi Lautman pour étudiants exceptionnels, est titulaire d'une maîtrise de l'université de Tel Aviv, pour un mémoire intitulé Cerveau et conscience : recherche de la représentation neuronale de la perception consciente. Elle obtient un doctorat. en neurosciences de l'université hébraïque de Jérusalem et de l'université de Tel Aviv, pour une thèse intitulée « עיבוד חריגות קונטקסטואליות ראייתיות » (traitement des anomalies contextuelles probantes), sous la direction des professeurs Leon DeVell et  Dominique Lamy, docteur en philosophie de l'université de Tel Aviv pour un ouvrage intitulé Le problème du corps et de l'esprit dans la recherche sur le cerveau : enquête théorique déconstructive, Sous la direction du professeur Marcelo Daskel. En janvier 2012, elle quitte son poste à l'armée pour des recherches postdoctorales au California Institute of Technology, où elle se spécialise dans la recherche sur la sensibilisation. Pendant son séjour en Californie, elle est correspondante pour les informations de Canal 2 Actu de temps en temps.

### Carrière académique
Depuis 2015, Liad Mudrik est maître de conférences et chef de laboratoire à la Faculté des sciences psychologiques de l'université de Tel Aviv.. En 2020, elle est nommée professeure associée.

### Vie privée
Liad Mudrik est mariée et mère de trois enfants.

## Domaines de recherche
Ses intérêts de recherche sont : les bases cérébrales et les fonctions de l'expérience consciente, les effets de la cognition sur la perception, les actions volontaires,,.

## Publications
Articles spécialisés co-écrits et choisis par Liad Mudrik :
- 2021 : « Dimensions of perception: 3D real-life objects are more readily detected than their 2D images » (gimensions de la perception : les objets réels en 3D sont plus facilement détectés que leurs images en 2D), co-écrit avec Uri Korisky, Psychological Science[9] :

- 2020 : « Unconscious top-down contextual effects at the categorical, but not the lexical level » (effets contextuels inconscients descendants au niveau catégorique, mais pas au niveau lexical), co-écrit avec  Dan Biderman et Yarden Shir, Psychological Science[10] ;
- 2019 : « Neural precursors of decisions that matter—an ERP study of deliberate and arbitrary choice » (précurseurs neuronaux des décisions importantes : une étude ERP sur les choix délibérés et arbitraires), co-écrit avec  Uri Maoz, Gideon Yaffe et Christof Koch, eLife[11].
- 2018 : « Real-life’ continuous flash suppression – CFS with real-world objects using augmented reality » (suppression continue du flash dans la vie réelle – CFS avec des objets du monde réel utilisant la réalité augmentée), co-écrit avec Uri Korisky et Rony Hirschhorn,. Behavior Research Methods[12] ;
- 2018 : « Human single neuron activity precedes emergence of conscious perception » (l'activité d'un seul neurone humain précède l'émergence de la perception consciente), co-écrit avec Hagar Gelbard-Sagiv, Michael R. Hill, Christof Koch et I. Fried, Nature Communications. vol. 9, No1[13] ;.
- 2017 :  « Evidence for implicit – but not unconscious – processing of object-scene relations » (preuve d’un traitement implicite – mais non inconscient – des relations objet-scène), co-écrit avec Natalie Biderman, Psychological Science[14] ;
- 2014 :  « Information integration without awareness » (intégration de l'information sans prise de conscience), co-écrit avec Nathan Faivre et Christof Koch,, Trends in Cognitive Sciences, 18(9), 488-496[15].